# Seguridad y salud agrícola

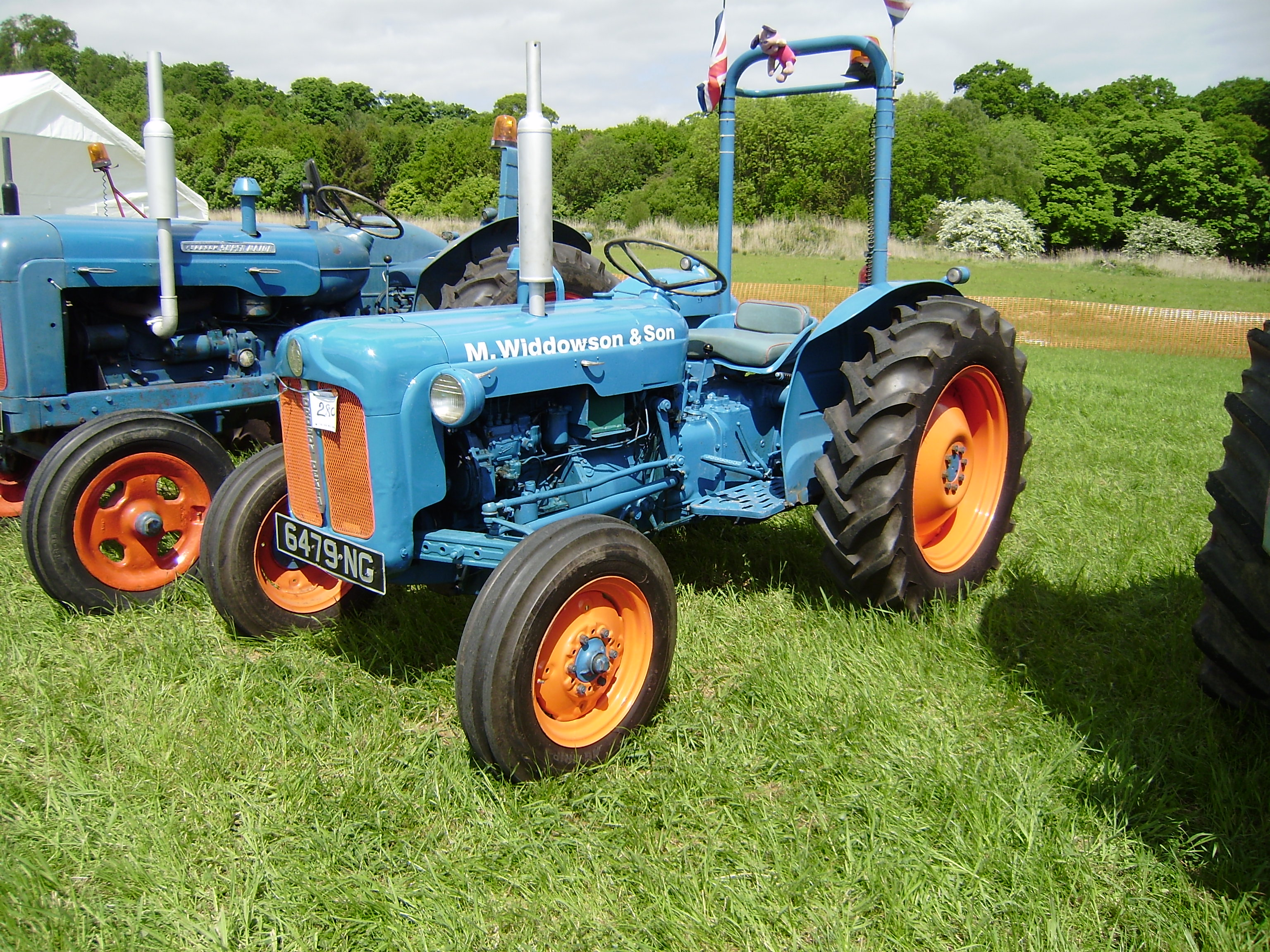
Un tractor Fordson Dexta con una barra de protección antivuelco añadida

Salud y seguridad agrícola es un aspecto de la salud y seguridad ocupacionales en el lugar de trabajo agrícola. Específicamente aborda la salud y seguridad de agricultores, trabajadores agrícolas, y sus familias. La industria de la agricultura es uno de los entornos más peligrosos y en los EE. UU. ha llevado a miles de muertes debido a lesiones relacionadas con el trabajo.